# Magyar Teke Szövetség
A Magyar Teke Szövetség (MATESZ) Magyarországon működő, tekével foglalkozó sportszervezet, amely a sportágban sporttevékenységet folytató jogi és természetes személyek tevékenységét összehangoló, munkájukat segítő, a sportágat önkormányzatiság elvén irányító, közhasznú szervezetként működő sportági országos szakszövetség.

## Története
Az aszfaltpályás tekézést, amely nálunk mint versenysport honosult meg, német munkások ismertették meg magyar társaikkal. Míg a népi „kuglizás” inkább a falvakban hódított magának teret, addig a tekesport a városi egyesületekben eresztett gyökeret. A szövetség irodája a Keleti pályaudvar mellett lévő Park Szálló volt. 1946-ban Budapesten már ki lehetett írni az első csapat- és egyéni bajnokságot a férfiaknak. A 3 éves terv idején egymás után épültek az új pályák és alakultak az új egyesületek. Budapesten több igazolt versenyző volt 1947-ben, mint 1945 előtt az egész országban. Azzal, hogy Apró Antal lett a szövetség elnöke 1948 és 1950 között, az állam belépett a sportágba. A cégeket államosították, s kötelezték őket arra, hogy dolgozóiknak a munka utáni kikapcsolódási, sportolási lehetőséget megteremtsék.
Ezzel hatalmas fejlődésnek indult a sportág. Szinte megszaporodtak a legnagyobb részt 2 sávos, állítós, fabábus pályák, alakultak az új egyesületek. A magasabb osztályú játékosok kalóriapénzt, munkaidő-kedvezményt, az egyesületek utazásaikhoz vasúti kedvezményt, edzőtáborozási lehetőséget kaptak. A legkiválóbbak sportállásokat is kaphattak. Ezután már nem csak az úri középosztály sportja volt a teke, hanem mindenkié.
Magyarország 1953-ban csatlakozott a nemzetközi szervezethez, a Fédération Internationale des Quilleurs (FIQ)-hez. Átvették a szabályokat, illetve a pályaméreteket.
A nőknek és a férfiaknak 100 vegyes volt a versenytáv 1970-ig. Több változtatással ekkorra alakult ki a ma is használatos eredményszámítás: a 12 játékos (hazai és vendég) által elért eredmény közül a legjobb 6 kap 1-1 csapatpontot, a több elért fáért jár +2 pont. Így a mérkőzések végeredménye lehet 8:0, 7:1, 6:2, 5:3 vagy 4:4. 1970-től a VILATI gyártani kezdi az automata állítóberendezést, így az „állító gyerekek” hiánya megszűnik. 1975-től a férfiaknál 200 vegyesre változtatják a bajnokságot az NB I-ben. Ehhez 4 sávos pályákat kellett építeni. A pályatesteket először csehszlovák, majd hazai műgyantával öntik le, ezzel csökkentve a „hazai pálya” előnyét. A bábuk is műanyagok lettek, először NDK-beli, majd a nyugatnémet Schmidt cég bábuit használták.
1989-ben a MATESZ-en belül létrejött a Bowling szekció, 1996 júliusában pedig a Magyar Bowling Szövetség (MABOSZ). A MATESZ és a MABOSZ 1996 decemberében Magyar Bábusportok Szövetsége néven egyesült, de ezen belül mindkét szövetség megtartotta önállóságát. E szövetség neve 2003. április 14-e óta hivatalosan Magyar Bowling és Teke Szövetség.

## Jelenlegi elnöki testület
- Elnök: Pintyőke Marcell
- Alelnök: Batki-Dávid Veronika
- Főtitkár: Bátor Gábor László
- Irodavezető: Peténé Bruszt Krisztina
- Képviseleti tagok: Hegyi Dávid, Horváth Viktor, Kiss Viktor, Szarvas Balázs, Wagner Mihály

## A szövetség korábbi elnökei, főtitkárai

### Elnökök
- 1934–1948: Somogyi Béla
- 1948–1950: Apró Antal
- 1950–1963: Kelemen Béla
- 1963–1967: Besztercán János
- 1967–1971: Becz Imre
- 1971–1980: Hermann József
- 1980–1989: Bíró Lajos
- 1989–1996: Gál János
- 1996–1997: Fekete Mihály
- 1997–1999: Horányi Ervin
- 1999–2001: Makk Ferenc
- 2001–2001: Budai Géza
- 2001–2009: Makk Ferenc
- 2009–2013: Lengyel József
- 2013–2013: dr. Simon Zoltán

### Főtitkárok
- 1947–1948: Varga József
- 1948–1971: Hermann József
- 1971–1989: Bihari Tibor
- 1989–1992: Janovszki László
- 1992–1994: Bihari Tibor
- 1994–1996: Torma Gábor
- 1996–2000: Kustán Jánosné
- 2000–2002: Bogoly István
- 2002–2003: Kovács István
- 2003–2004: Hárshegyi János
- 2004–2008: Rózsa Balázs
- 2008–2014: Dávid Veronika
- 2014–2017: Szántha István
- 2017–2019: Tóth László

## Bizottságok

### Verseny és Játékvezetői Bizottság
Vezetője: Orosz István
Tagjai: Batki Tamás, Márton Ferenc, Molnár Pál, Nagy Beatrix

### Utánpótlás és Edzői Bizottság
Vezetője: Sáfrány Anita
Tagjai: Harcos Ágnes, Tróbert József, Nagy Lajos, Peténé Bruszt Krisztina, Korcsmáros György, Danóczy Richárd

### Fegyelmi Bizottság
Vezetője: Mátraházi István
Tagjai: Bata Jenő, Schultz Rezső

### Műszaki Bizottság
Vezetője: Paulovits Pál
Tagjai: Jánosi Csaba, Pintér Lajos

### Nemzetközi, Marketing és Sajtó Bizottság
Vezetője: Batki-Dávid Veronika
Tagjai: Gyulavári Zsófia, Pintyőke Marcell, Karsai Ferenc, Bányász Árpád